# علم موزمبيق
اعتمد علم جمهورية موزمبيق في 1 مايو 1983 ويعتبر العلم الوحيد في العالم الذي يحمل صورة لسلاح إيه كيه-47
و هذا العلم مأخوذ من علم جبهة تحرير موزمبيق والذي تم استخدامه لفترة قصيرة بعد الاستقلال عن البرتغال ويشبه العلم الحالي ولكن من دون الشعار الموجود حاليا.
في عام 2005 تم إقامة مسابقة وطنية لتصميم علم جديد وتم اختيار التصميم الفائز من وسط 119 تصميم ولكن حتى الآن لم يتم اعتماده

## رموز العلم
الأخضر: يشير إلى خصوبة أرض موزمبيق
الأسود: يشير إلى قارة أفريقيا
الأصفر: يشير إلى الثروة المعدنية لموزمبيق
الأبيض: يشير إلى السلام
الأحمر: يشير إلى كفاح البلد من أجل الاستقلال

## الشعار على العلم
النجمة الصفراء: تشير إلى التكافل بين الشعب والمبادئ الاشتراكية للبلد
الكتاب: يشير إلى التعليم
المجرفة: يشير إلى الفلاحين والزراعة
ايه كاي 47: يشير إلى عزم الأمة لحماية حريتها

## معرض الصور

### أعلام رئاسية
الأعلام الرئاسية التي يستخدمها رئيس موزمبيق.

العلم الرئاسي لجمهورية موزمبيق الشعبية من 1975 - 1982.
العلم الرئاسي لجمهورية موزمبيق الشعبية من 1982 - 1990.
العلم الرئاسي لجمهورية موزمبيق منذ عام 1990.

### أعلام تاريخية

آخر علم لموزمبيق البرتغالية.
علم مقترح لموزمبيق البرتغالية.
علم موزمبيق بين 5 سبتمبر 1974 - 25 يونيو 1975.
علم موزمبيق بين 25 يونيو 1975 - أبريل 1983.
علم موزمبيق بين أبريل 1983 - 1 مايو 1983.